# 卢携
盧攜（824年—880年），字子升，范阳涿县（今河北省涿州市）人，唐朝末年官员。李翺外孫。

## 生平
祖盧損，父盧求，寶曆（825-827年）初登進士第，應諸府辟召，官至郡守。因卢携外貌醜陋，曾將文章獻給尚書韋宙指點，韋宙說他“异日必贵”。大中九年（855年）進士，由台省歷戶部侍郎、翰林學士。乾符五年（878年），拜門下侍郎同平章事。與鄭畋皆為李翱外孙，同位宰相。兩人不和，盧攜常笑詬鄭畋身出娼妓。一日卢携与郑畋争论，把砚台扔到地上。僖宗貶盧攜為太子賓客。乾符六年（879年），高骈大将张麟多次擊敗黃巢軍。卢携因举荐高骈为统帅有功，朝廷又召卢携辅佐政事。卢携當時有風疾，精神恍惚，政事都由親吏温季修决断，一时贿赂盛行。
廣明元年（880年）黃巢入淮南，张麟被杀，许州官兵溃败。朝廷上下震惊，把過錯全歸咎盧攜。卢携被再次罢宰相职务，任太子宾客，當晚盧攜服毒自殺死。十一月，黃巢農民軍攻克洛陽，十二月，攻下潼關，佔領長安。黃巢軍發盧攜屍，戮之於市。《全唐詩》存詩1首。《全唐詩外編》補輯1首。有子卢晏，字望卿，寿安尉、直弘文館。天祐元年（904年），卢晏擔任河南县尉，被柳璨所杀。

## 延伸阅读
[在维基数据编辑]
 在维基文库阅读此作者作品
 《舊唐書·卷178》，出自刘昫《舊唐書》